# الدرب الأسود (عمران)
الدرب الأسود هي إحدى قرى الجمهورية اليمنية. وهي تتبع جغرافيًا لمحافظة عمران. وإداريًا لمديرية جبل عيال يزيد. يبلغ تعداد سكانها 1441 نسمة حسب الإحصاء الذي جرى عام 2004.